# Roloff
Roloff ist ein deutscher Familienname.

## Namensträger
- Alexander Roloff (* 1980), deutscher Autorennfahrer
- Alfred Roloff (1879–1951), deutscher Maler und Illustrator
- Andreas Roloff (* 1955), deutscher Forstwissenschaftler
- Annika Roloff (* 1991), deutsche Leichtathletin
- Brian Roloff (* 1986), US-amerikanischer Eishockeyspieler
- Carola Roloff (* 1959), deutsche Religionswissenschaftlerin
- Dietrich Roloff (* 1934), deutscher Pädagoge und Sachbuchautor
- Eckart Roloff (* 1944), deutscher Journalist, Medienforscher und Buchautor
- Elisabeth Roloff (1937–2008), deutsche Organistin
- Ernst August Roloff (Historiker, 1886) (1886–1955), deutscher Historiker, Hochschullehrer und Politiker
- Ernst-August Roloff (Historiker, 1926) (1926–2017), deutscher Historiker, Hochschullehrer
- Erhard Roloff (1903–1980), deutscher Aquarianer und Fischkundler
- Fränze Roloff (* 1896), deutsche Hörspielsprecherin und -regisseurin
- Friedrich Heinrich Roloff (1830–1885), deutscher Tierarzt
- Georg Roloff (* 1953), deutscher Autor von Drehbüchern, Hörspielen und Radiofeaturen
- Gustav Roloff (1866–1952), deutscher Historiker
- Hans-Gert Roloff (* 1932), deutscher Germanist
- Heinrich Roloff (1911–1980), deutscher Bibliothekar
- Heinz Roloff (Fußballfunktionär) (1913–1998), deutscher Fußballfunktionär (Hertha BSC)
- Heinz Fischer-Roloff (1923–2004), deutscher Maler und Grafiker
- Helga Roloff (1923–2010), deutsche Schauspielerin und Sprecherin
- Helmut Roloff (1912–2001), deutscher Pianist
- Hermann Roloff (Architekt) (1900–1972), deutscher Architekt und Raumplaner
- Hermann Fischer-Roloff (1917–1988), deutscher Maler und Grafiker
- Johann Gottfried Roloff (1741–1809), deutscher Richter und Abgeordneter
- Johannes Roloff (* 1957), deutscher Pianist und Arrangeur
- Jürgen Roloff (Theologe) (1930–2004), deutscher Theologe
- Jürgen Roloff (Bauklimatiker) (* 1937), deutscher Professor für Klimagerechtes Bauen und Technischen Ausbau
- Jürgen Roloff (Politiker, Neues Forum) (* 1947), deutscher Politiker und Elektromeister
- Jürgen Roloff (Politiker, SED) (* 1950), deutscher Politiker (SED), Betonbauer und Meister im Wohnungsbaukombinat Berlin, MdV
- Jürgen Roloff (Fußballspieler) (* 1958), deutscher Fußballspieler
- Klaus Roloff (* 1952), deutscher Ruderer
- Lester Roloff (1914–1982), US-amerikanischer evangelikaler Prediger
- Ludwig Roloff (Ludwig Christian Friedrich Roloff; 1814–1905), deutscher Pädagoge, Journalist und Mitglied der Mecklenburgischen Abgeordnetenversammlung
- Marcus Roloff (* 1973), deutscher Autor
- Oscar Roloff (1840–1911), deutscher Fotograf, Verlagsbuchhändler und Schriftsteller
- Otto Roloff (1886–1941), deutscher Politiker
- Paul Roloff (1877–1951), deutscher Maler
- Sebastian Roloff (Politiker) (* 1983), deutscher Politiker der SPD
- Sebastian Roloff (Richter) (* 1974), deutscher Jurist und Richter am Bundesarbeitsgericht
- Stefan Roloff (* 1953), deutscher Maler und Filmemacher
- Stefanie Roloff (* 1967), deutsche Juristin und Richterin am Bundesgerichtshof
- Ulrich Roloff (Musiker) (* 1955), deutscher Flötist
- Ulrich Roloff-Momin (* 1939), deutscher Politiker, Berliner Kultursenator a. D.
- Wilhelm Roloff (Mediziner) (1899–1949), deutscher Lungenfacharzt und Tuberkuloseforscher
- Wilhelm Roloff (Widerstandskämpfer) (1900–1979), deutscher Manager und Widerstandskämpfer
- Wolfgang Roloff  (1930–2011), deutscher Schlagersänger, Komponist und Produzent, siehe Ronny (Schlagersänger)